# Ковачевці (община)
Ковачевці (болг. Община Ковачевци) — община у Болгарії. Входить до складу Перницької області. Населення становить 1662 особи (на 21.07.2005).
Адміністративний центр общини в селі Ковачевці. Із 2006 року в общину ввійшло село Чепино.
Кмети (мер) общини Ковачевці — Йордан Стефанов Міланов (Політичний рух соціал-демократів (ПРСД)) за результатами виборів в управлінні общини.

## Склад общини
До складу общини входять такі населені пункти:
1. Єгилниця
2. Калиште
3. Ковачевці
4. Косача
5. Лобош
6. Ракиловці
7. Светля
8. Сириштник
9. Слатино
10. Чепино